# Elektromechanische Kopplung
Als elektromechanische Kopplung bezeichnet man den Zusammenhang zwischen dem Aktionspotential einer Muskelzelle und ihrer darauf folgenden Kontraktion. Das Aktionspotential ist ein elektrischer Impuls, die Kontraktion die mechanische Antwort darauf, daher der Begriff „elektromechanische Kopplung“. Die Kopplung zwischen dem elektrischen Stimulus und der mechanischen Antwort erfolgt durch Calcium-Ionen, die aus dem sarkoplasmatischen Retikulum eines Sarkomers in das Zytosol freigesetzt werden. Sie binden an Troponin C, welches daraufhin seine Konformation so ändert, dass die Bindungsstelle zwischen Aktin und Myosin freigelegt wird. Im Skelettmuskel sind die L-Typ Calciumkanäle (1,4-Dihydropyridin-Rezeptoren) elementar am Phänomen der Exzitations-Kontraktions-Kopplung (der Übertragung der elektrischen Erregung nach einem Nervenimpuls) auf die Calciumfreisetzung und Aktivierung der Kontraktion beteiligt. Dabei übertragen die CaV1.1 Untereinheiten das elektrische Signal „mechanisch“ auf Ryanodin-Rezeptoren, ohne dass Calcium durch die Skelettmuskelkanäle fließt. Dies erklärt, warum Blocker der L-Typ  Calciumkanäle (Calciumantagonisten) keinerlei Effekte (Nebenwirkungen) auf die Kontraktion des Säuger-Skelettmuskels haben, im Gegensatz zum Herzmuskel oder der glatten Gefäßmuskulatur.
Die elektromechanische Kopplung spielt besonders bei dem Krankheitsbild Elektromechanische Entkoppelung (EMD von engl. elektromechanical dissociation) eine entscheidende Rolle. Dabei kann über ein EKG die elektrische Aktivität des Herzmuskels beobachtet werden, es findet jedoch auf Grund der gestörten Übertragung keine Kontraktion und damit keine Pumpleistung statt. Dieser Zustand tritt selten während einer Reanimation ein und kann auch mittels Defibrillation nicht behoben werden. Aufgrund der beobachteten Symptome wird es auch als Pulslose elektrische Aktivität (PEA) bezeichnet.